# 루카스 비달
루카스 비달(스페인어: Lucas Vidal, 1984년 3월 6일 ~ )은 스페인의 영화 음악 작곡가이다. 대표적인 작품으로 《분노의 질주: 더 맥시멈》이 있다. 버클리 음악 대학을 졸업하고 미국과 스페인에서 음악 작곡가로 활동 중이다.

## OST 작품들
- 분노의 질주: 더 맥시멈
- 파라다이스 힐스
- 콰이어트 원 (2014년 영화)
- 미스터 하이네켄
- 베니싱 (2010년 영화)
- 마인드스케이프 (영화)